# Congrés Internacional d’Arxius
El Congrés Internacional d’Arxius és una trobada dels professionals de l'arxivística i la gestió documental de tot el món, convocada pel Consell Internacional d'Arxius (CIA / ICA) a través del seu Comitè Executiu. Es considera una de les fites organitzatives més importants per a un país, en matèria d'arxius i gestió documental. Se celebra cada quatre anys i reuneix els professionals del sector i organitza debats sobre les inquietuds i els projectes dels arxius a escala mundial.
El 18 de juny de 2021, el Consell Internacional d’Arxius (CIA / ICA) va anunciar l'elecció de Barcelona com a seu del Congrés Internacional d’Arxius de l’any 2025. Un congrés que estava previst pel 2024, però que per motius de la pandèmia de Covid-19, es va posposar un any. El títol del congrés serà "Coneixent passats, creant futurs" (en anglès Knowing pasts. Creating futures.), i posarà a debat la problemàtica que poden tenir els arxius i els reptes als quals s'enfrontarà la professió. La proposta de la candidatura fou impulsada l'any 2020 pel Departament de Cultura de la Generalitat de Catalunya, amb una aliança estratègica amb l'Ajuntament de Barcelona i l'Associació de Professionals de l’Arxivística i la Gestió de Documents de Catalunya. El Consell Internacional d'Arxius valorà positivament la projecció internacional de Barcelona i Catalunya a més de la voluntat de promoure una administració eficaç i una preservació que garantís l'accés al patrimoni documental universal. L'edició del 2025 seria la primera vegada que Barcelona acollirà el Congrés Internacional d’Arxius.

## Edicions
| Dates                       | Ciutat          | País                | Lema                                         |
| --------------------------- | --------------- | ------------------- | -------------------------------------------- |
| 5 - 10 de setembre de 2016  | Seül            | Corea del Sud       | «Archives, Harmony & Friendship»             |
| 27 - 29 de novembre de 2017 | Ciutat de Mèxic | Mèxic               | «Archives, Citizenship and Interculturalism» |
| 9 - 12 d'octubre de 2023    | Abu Dhabi       | Emirats Àrabs Units |                                              |
| 2025                        | Barcelona       | Catalunya           | «Knowing pasts. Creating futures.»           |